# Апнерка (разъезд)
Апне́рка (чув. Упнер) — разъезд в Вурнарском районе Чувашской Республики. Входит в состав Хирпосинского сельского поселения.

## География
Находится в центральной части Чувашии, на расстоянии приблизительно 6 км на восток по прямой от районного центра посёлка Вурнары на левом берегу речки Малый Цивиль к северу от железнодорожной линии Вурнары-Канаш.

## История
Основан в 1927 году. В 1939 было учтено 14 жителей, в 1979 — 16. В 2002 году было 3 двора, в 2010 — 1 домохозяйство.

## Население
Постоянное население составляло 6 человек (чуваши 83 %) в 2002 году, 2 в 2010.